# Ловозерский район
Лово́зерский райо́н — административно-территориальная единица (район) и муниципальное образование (муниципальный район) в Мурманской области.
Административный центр — село Ловозеро.

## География
Площадь района — 52 978 км². Расположен в центральной и северо-восточной частях области. Занимает бо́льшую часть Кольского полуострова. На побережье района находится остров Нокуев.
На севере и востоке район омывается Баренцевым и Белым морями. На западе граничит с Кольским районом (сельское поселение Териберка, городское поселение Туманный и сельское поселение Пушной), городскими округами город Оленегорск и город Кировск; на юге — с Терским районом (городское поселение Умба и сельское поселение Варзуга); на северном побережье района находится ЗАТО город Островной. На востоке район отделён от Архангельской области проливом шириной 50 км.
Район почти полностью находится за Северным полярным кругом. Заселён слабо, территория в основном относится к зоне тундры.
Климат района на побережье Баренцева моря субарктический морской, влажный. По мере удаления от побережья, суровость климата нарастает. Средние температуры января-февраля составляют -9-10 градусов на крайнем севере и -13-15 градусов в удалённых от моря районах. Июля, соответственно, +9+11 и +14 градусов. Зима продолжительная, с частыми затяжными метелями. Снежный покров лежит с октября по май. Лето короткое, прохладное и дождливое. Заморозки возможны в любой день лета, в июне не редки снегопады. Морозы из-за высокой влажности воздуха и сильного ветра переносятся очень тяжело. Абсолютный минимум составляет -52 градуса.
Район очень богат полезными ископаемыми: уникальное Ловозерское месторождение редкоземельных металлов, тантала и ниобия; крупнейшие российские запасы лития (более 50%), рубидия и цезия; к пегматитовым жилам приурочены крупные месторождения бериллия; на Кейвской возвышенности крупнейшие мировые месторождения граната-альмандина и кианитовых сланцев, ювелирно-поделочного амазонита.
В Ловозерском районе расположены участок «Семь  островов» Кандалакшского государственного природного заповедника, природный парк «Сейдъявврь», заказник федерального значения «Мурманский тундровый» и два заказника регионального значения («Понойский зоологический» и Понойский рыбохозяйственный), а также 18 памятников  природы («Амазониты горы Парусная», «Арники и маки ущелья Индичйок», «Арники ущелья у озера Пальга», «Геофизическая станция Ловозеро», «Гора Флора», «Губа Ивановская», «Долина реки Киткуай», «Можжевельники на возвышенности Магазин-Мусюр», «Наскальные изображения у поселка Чалмы-Варрэ» и другие ). Достопримечательностью района является мыс Святой нос.

## История
Район образован на землях бывшей Ловозерской волости в 1927 году в составе Мурманского округа. В 1931 получил статус национального (коми-саамско-ненецкого) района. С конца 1930-х годов района перестал именоваться национальным. В 1963 году в состав района вошла бо́льшая часть упразднённого Саамского района.
На территории района находился лагерь ГУЛАГа «Аллуайвстрой», созданный для добычи и переработки лопаритовых руд. Строительство Аллуайвской опытной обогатительной фабрики началось в 1939 году. В 1941 принято поставновление о строительстве крупного феррониобиевого комбината. Перед началом Великой Отечественной войны здесь работало 20 тыс. человек, из которых, по некоторым оценкам, около 17 тыс. были заключёнными.
28 июня 1941 года был издан приказ НКВД СССР «О прекращении работ по строительству НКВД в связи с началом войны».

## Население
| 1989    | 2002    | 2009    | 2010    | 2011    | 2012    | 2013    |
| ------- | ------- | ------- | ------- | ------- | ------- | ------- |
| 18 263  | ↘14 311 | ↘12 887 | ↘11 820 | ↘11 784 | ↘11 471 | ↘11 326 |
| 2014    | 2015    | 2016    | 2017    | 2018    | 2019    | 2020    |
| ↘11 121 | ↘11 000 | ↘10 931 | ↘10 910 | ↗11 014 | ↘10 924 | ↗10 979 |
| 2021    | 2023    |         |         |         |         |         |
| ↘8852   | ↘8695   |         |         |         |         |         |

Численность населения района, по данным Всероссийской переписи населения 2010 года, составляет 11 820 человек, из них 6 180 мужчин (52,3 %) и 5 640 женщин (47,7 %). Крупнейшие населённые пункты: п. Ревда (8,4 тыс. человек) и Ловозеро (2,9 тыс. человек). Ловозерский район является основным местом компактного проживания в Мурманской области коренных народов Севера (саамы, коми, ненцы и др.). Удельный вес их в общей численности населения района составляет более 17 %. Большинство представителей этих народов (более 800 человек) проживают в сельской местности.
Национальный состав
Национальный состав населения района по данным переписи населения 2002 года:
- русские — 10 098 чел. (70,56 %)
- коми — 1 438 чел. (10,05 %)
- саамы — 1 012 чел. (7,07 %)
- украинцы — 792 чел. (5,53 %)
- белорусы — 226 чел. (1,58 %)
- мордва — 107 чел. (0,75 %)
- ненцы — 106 чел. (0,74 %)
- всего — 14 311 чел. (100,00 %)

По переписи населения 2010 года из населения муниципального образования 72,0 % составляют русские, 4,3 % — украинцы, 1,3 % — белорусы, а также 22,2 % других национальностей. Значительна доля саамов и коми.
По итогам переписи населения 2020 года проживали следующие национальности (национальности менее 0,1 % и другое, см. в сноске к строке «Другие»):
| Национальность | Численность, чел. | Доля     |
| -------------- | ----------------- | -------- |
| Русские        | 5735              | 64,79 %  |
| Коми           | 829               | 9,37 %   |
| Саамы          | 749               | 8,46 %   |
| Украинцы       | 369               | 4,17 %   |
| Белорусы       | 75                | 0,85 %   |
| Ненцы          | 66                | 0,75 %   |
| Мордва         | 42                | 0,47 %   |
| Татары         | 29                | 0,33 %   |
| Азербайджанцы  | 21                | 0,24 %   |
| Карелы         | 19                | 0,21 %   |
| Немцы          | 15                | 0,17 %   |
| Казахи         | 15                | 0,17 %   |
| Лезгины        | 12                | 0,14 %   |
| Поморы         | 11                | 0,12 %   |
| Молдаване      | 10                | 0,11 %   |
| Чуваши         | 9                 | 0,10 %   |
| Башкиры        | 9                 | 0,10 %   |
| Другие         | 837               | 9,45 %   |
| Итого          | 8852              | 100,00 % |

## Муниципально-территориальное устройство
В Ловозерском районе 5 населённых пунктов в составе городского и сельского поселений:
| № | Городское и сельские поселения | Административный центр | Количество населённых пунктов | Население | Площадь, км2 |
| - | ------------------------------ | ---------------------- | ----------------------------- | --------- | ------------ |
| 1 | Городское поселение Ревда      | пгт Ревда              | 1                             | ↘6321     | 1499,96      |
| 2 | Сельское поселение Ловозеро    | село Ловозеро          | 4                             | ↘2374     | 52284,09     |

## Список населённых пунктов района
| № | Населённый пункт | Тип                          | Население | Муниципальное образование   |
| - | ---------------- | ---------------------------- | --------- | --------------------------- |
| 1 | Каневка          | село                         | ↘67       | Сельское поселение Ловозеро |
| 2 | Краснощелье      | село                         | ↘423      | Сельское поселение Ловозеро |
| 3 | Ловозеро         | село, административный центр | ↘2110     | Сельское поселение Ловозеро |
| 4 | Ревда            | пгт                          | ↘6321     | Городское поселение Ревда   |
| 5 | Сосновка         | село                         | ↘45       | Сельское поселение Ловозеро |

28 сентября 2006 года был упразднён населённый пункт Харловка, а 29 ноября 2009 упразднён населённый пункт Остров Харлов.

## Местное самоуправление
Главы МО, Председатели Совета депутатов
- до 2023 года (ио) — Виталий Валерьевич Деньгин
- с 2023 года — Николай Иванович Курзенев[31]

Главы администрации
- до 2023 года — Надежда Александровна Кузнецова

## Экономика
Основная отрасль промышленности — цветная металлургия. На территории горного массива Ловозерские тундры находится Ловозерское месторождение редкоземельных металлов. Производством лопаритового концентрата занимается ООО «Ловозерский горно-обогатительный комбинат». В связи с невостребованностью продукции в России, в настоящее время предприятие находится в сложном экономическом положении.
Ведущей отраслью экономики района является сельское хозяйство, представленное двумя сельскохозяйственными кооперативами «Тундра» (в селе Ловозеро) и «Оленевод» (в селе Краснощелье, с отделениями в селах Каневка и Сосновка). Основными направлениями их деятельности является производство мяса оленины. Также на территории района расположено Ловозерское лесничество.
Имеются подсобные предприятия и промыслы, занимающиеся изготовлением меховых изделий (обувь, одежда, головные уборы), сувениров из дерева, оленьей кости и пр.

## Транспорт
Дорожная инфраструктура развита слабо. Транспортное сообщение между Мурманском и сёлами Ловозеро и Ревда осуществляется по автодорогам, с отдалёнными сёлами района Краснощелье, Каневка и Сосновка — связь воздушным транспортом, морским — только до села Сосновка в навигационный период.

## Достопримечательности
В Ловозерском районе, в лесу близ озера Контозеро, находится деревянная часовня Рождества Христова, предположительно построенная в конце XVII века. Постройка, упоминавшаяся в церковных документах XIX века, была обнаружена в 2002 году в плохом состоянии; в 2018 над ней был сооружён защитный геодезический купол, планировалась реставрация.